# Tướng (vua nhà Hạ)
Tướng (chữ Hán: 相) là vị vua thứ năm của nhà Hạ trong lịch sử Trung Quốc.

## Lưu vong ở Châm Tầm
Tướng là con của Trọng Khang. Từ đời Thái Khang - bác của Hạ Tướng - nhà Hạ bị Hậu Nghệ cướp ngôi nên phải chạy đi lưu vong tại nước Châm Tầm.
Năm 2147 TCN, Trọng Khang mất, Tướng lên thay cha. Ông dựa vào sự hỗ trợ của vua nước Châm Tầm để mưu khôi phục nhà Hạ. Khi đó Hậu Nghệ cướp được ngôi nhà Hạ lại tỏ ra kiêu ngạo, bỏ chính sự như Thái Khang trước kia và bị bầy tôi là Hàn Trác cướp ngôi năm 2120 TCN.
Năm 2119 TCN, Hàn Trác nghe tin Hạ Tướng chuẩn bị binh lực ở nước Châm Tầm, bèn sai hai con là Kiêu và Ế mang quân đánh. Quân Hàn Trác tiến đến Châm Tầm, giết chết Hạ Tướng và tiêu diệt nước này. Vợ Hạ Tướng là Hậu Mân đang có mang, chui qua lỗ tường trốn thoát. Sau này Hậu Mân sinh ra Thiếu Khang.
Hạ Tướng ở ngôi tại Châm Tầm được 27 năm. Về sau con ông là Thiếu Khang diệt được cha con Hàn Trác, trung hưng nhà Hạ.